# ولز فارگو سنتر
ولز فارگو سنتر، (به انگلیسی: Wells Fargo Center) آسمان‌خراش ۵۲ طبقه به ارتفاع ۲۱۳ متر، با کاربری اداری-تجاری است، که در شهر دنور، کلرادو، ایالات متحده آمریکا مستقر می‌باشد. پروژه ساخت این ساختمان در سال ۱۹۸۳ تکمیل و افتتاح گردید. شعبه مرکزی ولز فارگو ایالت کلرادو در این ساختمان مستقر می‌باشد.

## نگارخانه

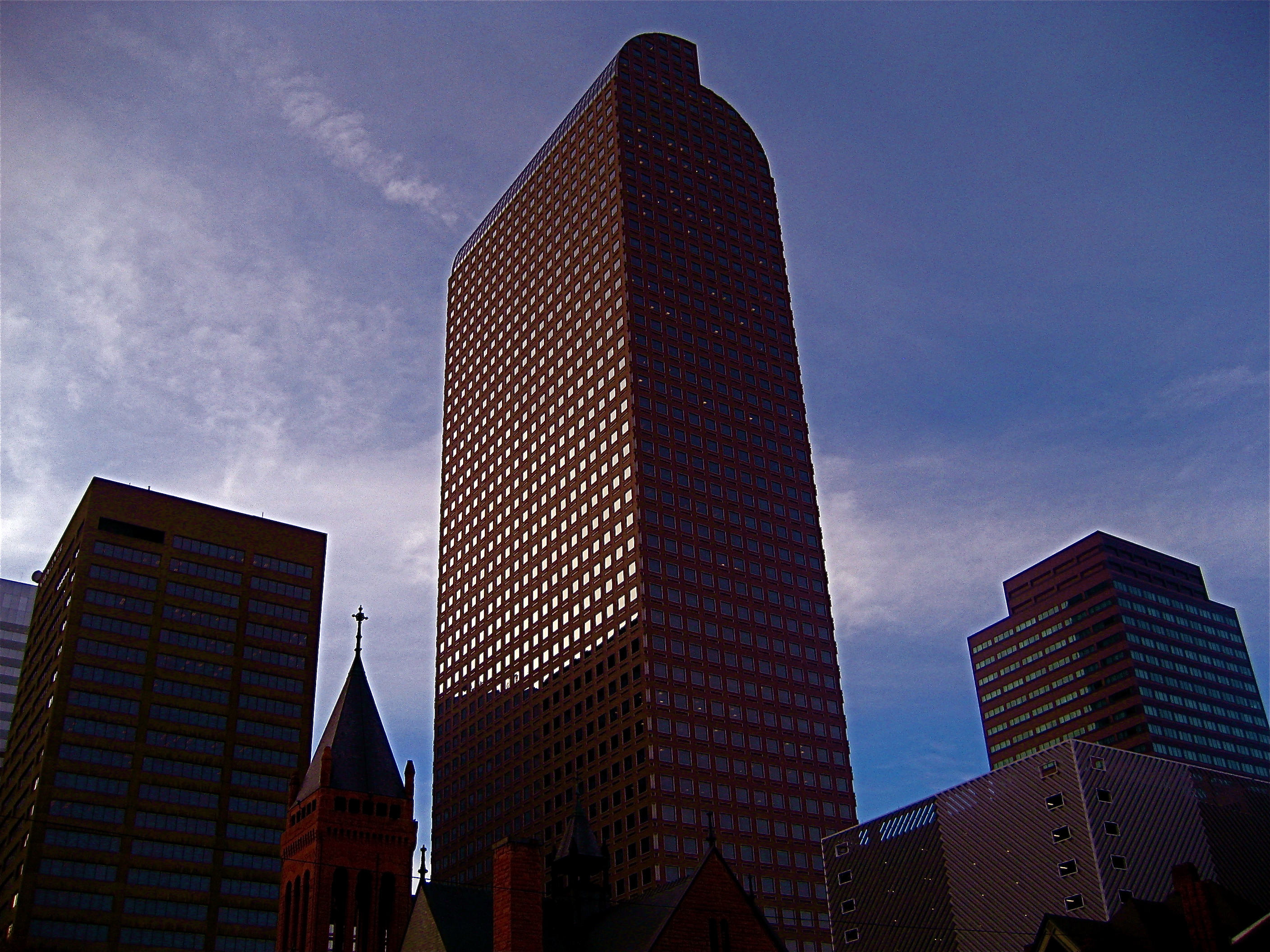
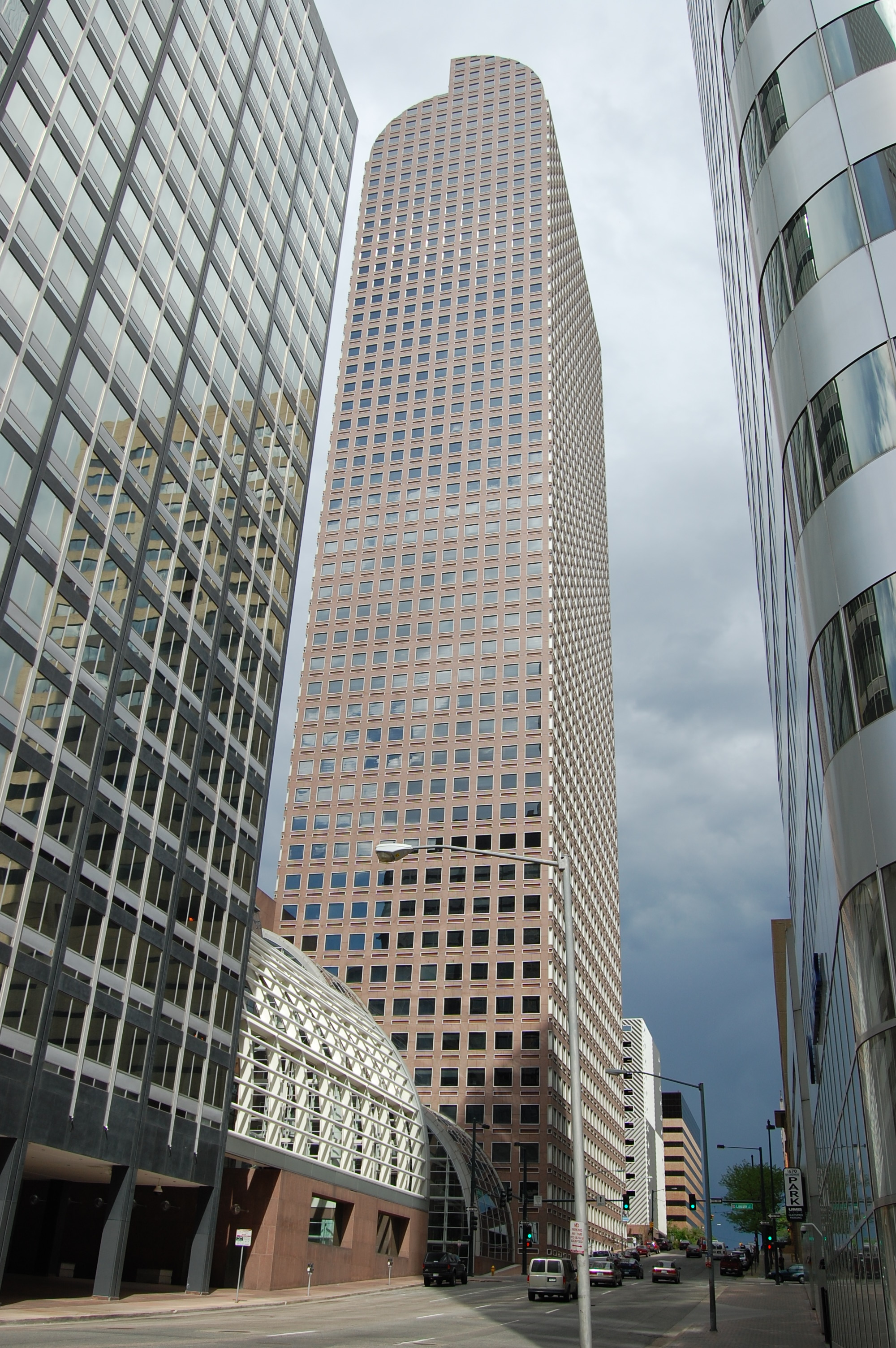